# Газовая атака
Га́зовая ата́ка — применение на поле сражения газообразных боевых отравляющих веществ (химического оружия). Впервые она была использована правительством Германии в нарушение Гаагского соглашения 1907 года 22 апреля 1915 года в районе Ипра (Бельгия) против англо-французских войск. За 5 минут из 6000 баллонов на расстоянии 6 км было выпущено 180 тонн хлора, что зафиксировано на глубине 5-8 км. Потери составили 15 тысяч человек, 5 тысяч погибли на поле боя. С 1917 года для газовой атаки применялись артиллерийские химические снаряды и канистры с газом.

## Примечание
1. ↑  Отраслевой научный словарь терминов казахского языка: Военное дело. Алматы: ОАО «Мектеп», 2001 г.